# 장마리 뤼스티제
장마리 뤼스티제(프랑스어: Jean-Marie Lustiger, 1926년 9월 17일 - 2007년 8월 5일)는 프랑스 가톨릭교회의 추기경이다. 1981년부터 2005년까지 파리 대교구장을 지냈으며, 1983년 추기경에 서임되었다. 가톨릭교회와 유대교 간의 일치와 화합을 위해 노력한 것으로 유명하다. 또 프랑스 내 주요 사회 쟁점에 관해서도 프랑스 교회를 대표해 적극적으로 발언하는 면모도 보였다.

## 일대기

### 젊은 시절
장마리 뤼스티제는 폴란드 벵진 태생의 아슈케나짐(유럽에 거주하는 유대인 이민자)으로서 본래 이름은 아론 뤼스티제(Aron Lustiger)였다. 부모는 샤를 뤼스티제와 지젤 뤼스티제로 제1차 세계대전 때 본래 살던 폴란드를 떠나 프랑스로 이민을 왔다. 아론 뤼스티제의 아버지는 양품점을 운영하였다. 아론 뤼스티제는 프랑스 파리의 리세몽테뉴에서 공부하였으며, 그곳에서 처음으로 반유다주의를 접하게 되었다. 1937년 독일을 방문한 그는 어떤 반나치 성향의 개신교 가정에 머물게 되었는데, 그 집의 아이들은 히틀러 청년단에 가입하라는 강요를 받고 있었다고 한다.
10~12세 동안 뤼스티제는 이따금씩 성경을 접하게 되었으며, 성경 말씀에 대해 큰 매력을 느끼게 되었다. 1939년 9월 전쟁이 발발하자 진군해오는 나치 독일군을 피해 오를레앙으로 이사하였다.
1940년 3월, 성주간 기간 때, 13세가 된 아론 뤼스티제는 가톨릭교회로 개종하였다. 그리고 같은해 8월 21일 당시 오를레앙 교구장 쥘 마리 쿠르쿠 주교에게 세례를 받으면서 ‘장마리(Jean-Marie)’라는 이름을 얻었다. 그의 누이도 나중에 개종하여 가톨릭 신자가 되었다. 1940년 10월, 비시 정권은 유대인에 대한 최초의 법령을 통과시켰다. 그 법은 다름 아닌 프랑스에 거주하는 모든 유대인은 노란색 다윗의 별이 그려진 인식표를 착용할 것을 강제하는 법이었다. 비록 장마리 뤼스티제는 오를레앙에 숨어 지내기는 했지만, 그의 부모는 인식표를 착용하지 않으면 안 되었다.
뤼스티제와 그의 부친과 누이는 주인 없는 프랑스 남부에 있는 피난처를 찾아 갔고, 모친은 식구들을 먹여 살리기 위해 파리로 돌아갔다. 1942년 9월 모친은 아우슈비츠 수용소로 끌려갔고, 다음해 그곳에서 사망하였다. 살아남은 남은 가족은 전쟁이 끝난 후에 파리로 돌아갔다. 뤼스티제의 부친은 아들이 가톨릭 신자가 되자 파리의 유대교 랍비까지 찾아가 도움을 청할 정도로 아들의 개종을 무효화시키려고 했지만, 결국 실패하였다.

### 사제와 주교
뤼스티제는 1946년 문학 학위를 받고 소르본 대학교를 졸업하였다. 이후 그는 가르멜회 사제들이 운영하는 파리 신학교에 입학하였으며, 나중에 파리 가톨릭 대학교로 전입하였다. 1951년 이스라엘을 처음으로 방문하였으며, 1954년 4월 17일 사제 서품을 받았다. 1954년에서 1959년까지 그는 소르본의 주임 신부였으며, 다음 10년 동안 대학교에서 주임 신부들을 교육하고 리용 고등사법학교나 프랑스 국립고문서학교와 같은 그랑제콜의 평신도 교사들과 학생들을 상담하는 리슐리외 상트르의 책임자였다.
1979년 11월 10일 교황 요한 바오로 2세는 뤼스티제 신부를 오를레앙 교구의 교구장 주교로 임명하였다. 뤼스티제의 주교 성성은 1979년 12월 8일에 거행되었다.

### 파리 대교구장 (1981-2005)
1981년 1월 31일 프랑수아 마르티 추기경의 뒤를 이어 뤼스티제가 파리 대교구장으로 착좌하였다. 이에 대해 가톨릭 전통주의자들의 단체인 성 비오 10세회의 창시자인 마르셀 르페브르 대주교는 순수한 프랑스 혈통도 아닌 사람이 프랑스 교회를 대표하는 파리 대교구장이 되었다면서 불만을 토로하며 비판하였다. 다른 한편으로 뤼스티제의 대교구장 임명은 머지않아 프랑스의 자유주의 성향을 지닌 성직자들의 승리처럼 비춰졌다.
뤼스티제의 친구로서 프랑스 최고의 커뮤니케이터이자 가톨릭 미디어 그룹 바야르 프레스의 사장인 장 글라무르는 특별히 미디어에 관심이 많았는데, 프랑수아 미테랑 대통령에 의해 1982년 프랑스 언론이 자유화되면서 가톨릭 라디오와 텔레비전 채널(라디오 노트르담)을 개설하였다. 1999년에 그는 프랑스 가톨릭 방송국인 KTO TV를 설립하였는데, 이는 나중에 큰 재정적 손실을 야기하였다. 뤼스티제는 또한 기존의 교육방식을 타파하고 새로운 교육방식으로 사제들을 교육하고자 새 신학교를 세웠다.
1983년 1월 2일 교황 요한 바오로 2세는 뤼스티제 대주교를 산티 마르첼리노 성당의 사제급 추기경으로 서임하였으며, 1년 후 11월 26일에는 그를 다시 산 루이지 데이 프란체시 성당의 사제급 추기경으로 새로 임명하였다.

### 신학과 사회 윤리
뤼스티제는 신학과 도덕 분야에서 교황의 최고 권위를 인정하였다. 1997년 그는 “신앙에 관한 한, 나는 교황과 견해를 같이 한다. 왜냐하면 나는 내가 믿는 신앙에 대한 책임이 있기 때문이다.” 뤼스티제 추기경은 성직자의 독신 제도에 대해 강력하게 옹호하였으며, 임신 중절과 여성의 사제 서품에 대해서는 반대하였다. 한때 남녀 부부 가운데 한 사람이 에이즈에 걸렸을 경우 콘돔 사용에 대해 진지하게 생각해보기도 했지만, 기본적으로 생명 윤리 문제에 있어서는 교황 요한 바오로 2세의 전통적인 견해에 동조하는 입장이었다. 뤼스티제는 에이즈에 감염된 부모들을 돌보기 위한 비정부단체인 티베리아드(Tibériade)를 조직하였다.
뤼스티제는 기독교가 유대교의 최종 목표를 달성하는 데 그 역할을 해야 한다고 생각했으며, 또한 신약도 구약과 단절하는 것이 아니라 서로 이어져야 한다고 생각했다. 저서 《하느님의 선택(Le Choix de Dieu, 1987년)》에서 그는 오늘날의 반유다주의는 계몽주의의 산물이라고 보고 그런 사조를 맹렬하게 공격하였다. 뤼스티제는 민족주의 및 반유다주의를 노골적으로 반대하였다.
뤼스티제는 인종차별주의와 반유다주의에 대해 거리낌 없이 비판하였다. 그는 프랑스 정계의 대표적인 극우 정치인인 프랑스 국민전선당의 총수 장마리 르 펜의 외국인을 혐오하는 시각을 나치주의에 비유하며 강력하게 비판하고 나섰다. “인종 간의 불평등을 주장하는 것은 이미 매우 나쁜 것이라는 것을 우리는 이미 50년 전부터 인지하고 있다.”라며 말한 뤼스티제는 이어서 “기독교는 하느님의 모상을 본따 창조되었기 때문에 모든 사람은 존엄하며 고로 평등하다고 가르치고 있다.”라고 주장하였다.
뤼스티제는 생전에 교황 요한 바오로 2세로부터 총애를 많이 받았다. 그는 프랑스의 진보주의적인 가톨릭 성직자 및 신학자들의 수많은 반대와 비판에도 불구하고 지조 있게 교황의 전통적이고 보수적인 입장을 지지하였다. 그래서 뤼스티제 추기경이 요한 바오로 2세의 뒤를 이을 강력한 교황 후보자로 두각되었지만, 정작 본인은 그러한 가능성을 거론하는 것조차 거부하였다.

### 유대인들과의 관계
뤼스티제는 그가 생존했던 당시 프랜시스 아린제, 장 밥티스테 구리온과 더불어 이교에서 가톨릭교회로 개종한 고위 성직자 가운데 한 사람이었으며, 특히 그와 구리온은 유대인으로 태어나 평생 자신을 유대인이라고 자부하며 유대인으로서의 정체성을 지키며 살았다. 그는 자신이 유다계라는 것을 평생 자랑스럽게 생각했으며, 스스로를 ‘충실한 유대인’이라고 표현하였다. 이러한 그의 생각은 보수적인 그리스도인들은 물론 유대인들에게도 반발을 샀다. 아슈케나즈 유대인의 옛 수석 랍비 라우는 공공연하게 뤼스티제를 헐뜯었다. 라우는 뤼스티제가 유대인이면서 조상들의 신앙을 저버리고 가톨릭 신자가 된 것을 두고 민족의 배신자라고 주장하였다. 그럼에도 뤼스티제 본인은 이제껏 단 한 번도 자신이 유대인이 아니라고 주장한 적이 없었으며, 그 이유를 배타적으로 종교적인 측면에서가 아닌 민족적 혈통상으로 봤을 때 유대인이었기 때문이었다.
뤼스티제는 이스라엘 국가의 수립을 강력하게 지지하였는데, 이는 비록 공식적으로는 중립을 선포한 바티칸의 당시 입장과는 상충되었지만, 덕분에 유대인 동포들로부터 호감을 살 수 있었다.
프랑스의 수석 랍비였던 르네 사무엘 시라트는 뤼스티제가 유대교 회당에 들어가서 죽은 자신의 어머니를 위한 카디시(사망한 근친을 위해 바치는 유대교의 기도)를 낭송하는 것을 직접 보았다고 증언하였다.
세계 유대인 의회는 뤼스티제 추기경이 선종했다는 소식을 접하고 즉시 애도의 뜻을 표하였다.

### 은퇴와 죽음
2001년 뤼스티제는 자신의 나이가 75세가 되자 교회법의 규정에 따라 파리 대교구장의 자리에서 물러나겠다는 사직서를 교황 요한 바오로 2세에게 전하였다. 교황은 몇 년 간 뤼스티제의 사직서를 수리하지 않고 보관하였다. 그러나 2005년 2월 11일 뤼스티제의 은퇴를 수락하였으며, 과거 파리 대교구의 보좌주교였다가 투르 대교구장이 된 앙드레 뱅트루아 대주교가 뤼스티제 추기경의 뒤를 이어 파리 대교구장이 되었다.
뤼스티제가 마지막으로 공개적인 모습을 보인 것은 2007년 1월이었다. 2007년 4월부터 골암과 폐암으로 투병 생활을 한 그는 2007년 8월 5일 파리 외곽에 있는 한 병원의 침상에서 선종하였다.
뤼스티제의 장례 미사는 그의 후임자에 이해 2007년 8월 10일 파리 주교좌 성당인 노트르담 드 파리 대성당에서 거행되었다. 미국에서 휴가를 보내고 있었던 니콜라 사르코지 대통령은 뤼스티제의 장례 미사에 참석하기 위해서 급히 귀국하였다. 사르코지 대통령은 그의 선종 소식을 듣고 “프랑스는 영적·도덕적·지적·종교적인 삶에서 모범을 보인 위대한 인물을 잃었다.”라면서 애도의 뜻을 표했다. 또한 뤼스티제가 유대인이었기 때문에 그를 위해서 사촌인 아르노 뤼스티제가 대성당 정문 앞에서 카디시를 읊었다.